# 261-я штурмовая авиационная дивизия
261-я штурмовая авиационная Свирская ордена Суворова дивизия (261-я шад) — воинское соединение Вооружённых Сил СССР в Великой Отечественной войне.

## Наименования дивизии

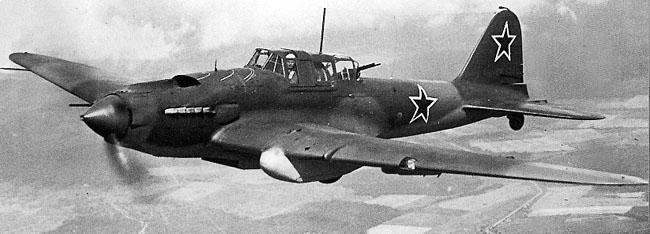
Ил-2

- 261-я штурмовая авиационная дивизия;
- 261-я смешанная авиационная дивизия;
- 261-я смешанная авиационная Свирская дивизия;
- 261-я смешанная авиационная Свирская ордена Суворова дивизия;
- 261-я штурмовая авиационная Свирская ордена Суворова дивизия;
- Войсковая часть (Полевая почта) 40516.

## История
Сформирована в конце 10.11.1942 года на базе частей ВВС 26-й армии и вновь приданных полков из резерва, с целью консолидации частей ВВС, действующих на кестеньгском, ухтинском и ребольском направлениях Карельского фронта.
В действующей армии с 22.11.1942 по 13.01.1945 года
В конце февраля 1943 года преобразована в смешанную авиационную дивизию.
С момента формирования действовала на кестеньгском, ухтинском и ребольском направлениях, в основном производя штурмовку аэродромов и скоплений войск противника. Обеспечивала уничтожение самолётов противника на аэродромах, живой силы и боевой техники противника на линии обороны и обеспечение боевых действий своих сухопутных войск. С 1943 года прикрывала наземные войска на южном участке Карельского фронта, Кировскую железную дорогу в районе станций Шуерецкая — Полярный круг, вела разведку в ближнем тылу противника.
К 20.06.1944 перебазирована на рубеж реки Свирь и с 21.06.1944 года частью сил участвовала в Свирско-Петрозаводской  операции, подняв в воздух в 08:00 50 бомбардировщиков. Также в ходе операции производила зачистку плацдарма для высадки Тулоксинского десанта. Поддерживала наступающие советские войска в ходе всей операции, так, 14 и 15.07.1944 бомбардирует  опорный пункт, расположенный в межозёрном дефиле севернее населённого пункта Ниет-Ярви.
В октябре 1944 участвует в Петсамо-Киркенесской наступательной операции, поддерживая войска 131-го стрелкового корпуса штурмовыми ударами подавляя сопротивление противника на опорных пунктах и содействуя наступлению наземных войск на главном направлении. Так 09.10.1944 две шестёрки штурмовиков Ил-2 севернее озера Чапр подавили огонь четырёх артиллерийско-миномётных батарей, взорвали три дзота и склад боеприпасов, а 11.10.1944 56 самолётов из состава дивизии и из состава 1-й гвардейской смешанной авиационной дивизиина аэродроме в районе Печенги уничтожили 15 и повредили 18 вражеских самолётов.
Всего, в ходе Петсамо-Киркенесской наступательной операции лётчиками дивизии было произведено 665 боевых самолёто-вылетов и уничтожено: 14 самолётов противника (из них 7 — на земле), до 3 батальонов пехоты, 3 орудия, подавлен огонь 23 батарей, разрушено 2 блиндажа, 32 дома, 8 землянок, 1 палатка и 3 моста. Сожжено 4 дома, подожжено 2 баржи с горючим, 1 судно, 6 бензоцистерн. Разбито 30 повозок, 2 трактора, 296 автомашин, 3 орудия, 32 повозки, 1 бронемашина, 2 артиллерийские упряжки. Повреждено: 1 трактор, 8 самолётов, 2 баржи.
По окончании операции управление дивизии базировалось в Беломорске до конца войны.

## Состав
С 10.11.1942
- 17-й гвардейский штурмовой авиационный полк
- 828-й штурмовой авиационный полк
- 839-й истребительный авиационный полк

С 26.02.1943
- 80-й ближнебомбардировочный авиационный полк
- 828-й штурмовой авиационный полк
- 435-й истребительный авиационный полк
- 760-й смешанный авиационный полк

В июне 1944
- 80-й ближнебомбардировочный авиационный полк
- 716-й ближнебомбардировочный авиационный полк
- 114-й гвардейский ближнебомбардировочный авиационный полк
- 694-й штурмовой авиационный полк

С октября 1944
- 80-й ближнебомбардировочный авиационный полк
- 17-й гвардейский штурмовой авиационный полк
- 668-й штурмовой авиационный полк
- 694-й штурмовой авиационный полк

Постоянно
- 124-я рота связи

## Подчинение
| Дата            | Фронт (округ)             | Армия                | Корпус | Примечания          |
| --------------- | ------------------------- | -------------------- | ------ | ------------------- |
| 01.12.1942 года | Карельский фронт          | -                    | -      | 7-я воздушная армия |
| 01.01.1943 года | Карельский фронт          | 7-я воздушная армия  | -      | -                   |
| 01.02.1943 года | Карельский фронт          | 7-я воздушная армия  | -      | -                   |
| 01.03.1943 года | Карельский фронт          | 7-я воздушная армия  | -      | -                   |
| 01.04.1943 года | Карельский фронт          | 7-я воздушная армия  | -      | -                   |
| 01.05.1943 года | Карельский фронт          | 7-я воздушная армия  | -      | -                   |
| 01.06.1943 года | Карельский фронт          | 7-я воздушная армия  | -      | -                   |
| 01.07.1943 года | Карельский фронт          | 7-я воздушная армия  | -      | -                   |
| 01.08.1943 года | Карельский фронт          | 7-я воздушная армия  | -      | -                   |
| 01.09.1943 года | Карельский фронт          | 7-я воздушная армия  | -      | -                   |
| 01.10.1943 года | Карельский фронт          | 7-я воздушная армия  | -      | -                   |
| 01.11.1943 года | Карельский фронт          | 7-я воздушная армия  | -      | -                   |
| 01.12.1943 года | Карельский фронт          | 7-я воздушная армия  | -      | -                   |
| 01.01.1944 года | Карельский фронт          | 7-я воздушная армия  | -      | -                   |
| 01.02.1944 года | Карельский фронт          | 7-я воздушная армия  | -      | -                   |
| 01.03.1944 года | Карельский фронт          | 7-я воздушная армия  | -      | -                   |
| 01.04.1944 года | Карельский фронт          | 7-я воздушная армия  | -      | -                   |
| 01.05.1944 года | Карельский фронт          | 7-я воздушная армия  | -      | -                   |
| 01.06.1944 года | Карельский фронт          | 7-я воздушная армия  | -      | -                   |
| 01.07.1944 года | Карельский фронт          | 7-я воздушная армия  | -      | -                   |
| 01.08.1944 года | Карельский фронт          | 7-я воздушная армия  | -      | -                   |
| 01.09.1944 года | Карельский фронт          | 7-я воздушная армия  | -      | -                   |
| 01.10.1944 года | Карельский фронт          | 7-я воздушная армия  | -      | -                   |
| 01.11.1944 года | Карельский фронт          | 7-я воздушная армия  | -      | -                   |
| 01.12.1944 года | -                         | 14-я отдельная армия | -      | -                   |
| 01.01.1945 года | -                         | 14-я отдельная армия | -      | -                   |
| 01.02.1945 года | Беломорский военный округ | -                    | -      | -                   |
| 01.03.1945 года | Беломорский военный округ | -                    | -      | -                   |
| 01.04.1945 года | Беломорский военный округ | -                    | -      | -                   |

## Командиры
- Шанин, Герман Аркадьевич,  полковник
- Удонин, Илья Давыдович, полковник, с 24.01.1944 генерал-майор авиации
- Покоевой, Григорий Прокофьевич, полковник, с декабря 1945 по июль 1946[1]

## Награды и наименования
| Награда (наименование)           | Дата       | За что получена |
| -------------------------------- | ---------- | --- |
| Почётное наименование «Свирская» | 02.07.1944 | За активные героические действия по оказанию поддержки сухопутным войскам при форсировании крупной водной преграды — реки Свирь и в преследовании отступающего противника в ходе Свирско-Петрозаводской операции приказом Верховного Главнокомандующего |
| Орден Суворова II степени        | 31.10.1944 | За образцовое выполнение заданий командования в боях с немецко-фашистскими захватчиками, за овладение городом Петсамо (Печенга) и проявленные при этом доблесть и мужество.                                                                             |

## Отличившиеся воины дивизии
- Высоцкий Пётр Иосифович, майор, командир эскадрильи 80-го ближнего бомбардировочного авиационного полка 261-й смешанной авиационной дивизии 7-й воздушной армии Указом Президиума Верховного Совета СССР от 2 ноября 1944 года удостоен звания Герой Советского Союза. Золотая Звезда № 4308.
- Кобзев Степан Петрович, майор, командир эскадрильи 17-го Гвардейского штурмового авиационного полка 261-й смешанной авиационной дивизии 7-й воздушной армии Указом Президиума Верховного Совета СССР от 2 ноября 1944 года удостоен звания Герой Советского Союза. Золотая Звезда № 4314.
- Николаенков Александр Игнатьевич, старший лейтенант, заместитель командира эскадрильи 760-го истребительного авиационного полка 261-й смешанной авиационной дивизии 7-й воздушной армии Указом Президиума Верховного Совета СССР от 24 августа 1943 года удостоен звания Герой Советского Союза. Посмертно.